# Ali Benflis

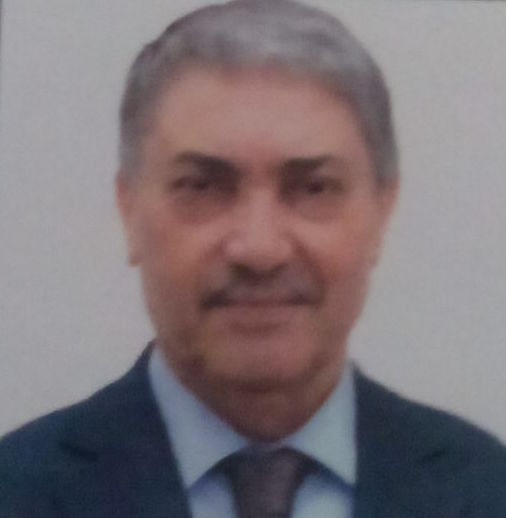
Ali Benflis, 2014

Ali Benflis (arabiska: على بن فليس), född 8 september 1944 i Batna, är en algerisk politiker som tillträdde som landets premiärminister år 2000 och avgick 2003. Han är jurist och har arbetat som människorättsförsvarare, och har även varit justitieminister i Algeriet.
Han försökte senare att väljas till president, men misslyckades två gånger när han ställde upp mot Abdelaziz Bouteflika. Första gången han ställde upp i presidentvalet, 2004, fick Benflis 6,4% av rösterna mot Bouteflikas 85%. Andra gången han ställde upp var 2014.
Efter att ha avgått som premiärminister valdes han till generalsekreterare för FLN-partiet.